# مردی در طوفان
مردی در طوفان فیلمی به کارگردانی خسرو پرویزی و نویسندگی بهرام ری پور محصول سال ۱۳۵۱ است.

## داستان
اکبر (گریگوری مارک) در غیبت عبدالله (سعید راد) با زینت (سیمین غفاری)، نامزد عبدالله، ازدواج کرده است...

## بازیگران
- سعید راد
- مرجان
- سیمین غفاری
- گریگوری مارک
- سیامک اطلسی
- محمود تهرانی
- عزت‌الله رمضانی‌فر